# Godronia
Godronia is een geslacht van schimmels behorend tot de familie Godroniaceae. De typesoort is Godronia muehlenbeckii.

## Soorten
Volgens Index Fungorum telt dit geslacht 54 soorten (peildatum maart 2022):
| Soortnaam                                         | Auteur(s)                   | Publicatiejaar |
| ------------------------------------------------- | --------------------------- | -------------- |
| Godronia alpina                                   | M.P. Sharma & K.S. Thind    | 1979           |
| Godronia andromedae                               | Henn.                       | 1901           |
| Godronia angulata                                 | Lév.                        | 1846           |
| Godronia belonospora                              | (P. Karst.) Sacc.           | 1889           |
| Godronia bethelii                                 | Seaver                      | 1911           |
| Godronia bicellulata                              | Schläpf.-Bernh.             | 1969           |
| Godronia callunigena (Heidezwermkommetje)         | (P. Karst.) P. Karst.       | 1885           |
| Godronia cassandrae (Grootsporig zwermkommetje)   | Peck                        | 1887           |
| Godronia cephalanthi                              | (Schwein.) Dearn. & House   | 1925           |
| Godronia confertus                                | (D.S. Hone) J.W. Groves     | 1965           |
| Godronia davidsonii                               | E.K. Cash                   | 1934           |
| Godronia daviesiae                                | Hansf.                      | 1954           |
| Godronia diervillae                               | J.W. Groves                 | 1965           |
| Godronia empetri                                  | B. Erikss.                  | 1970           |
| Godronia foliicola                                | Schläpf.-Bernh.             | 1969           |
| Godronia fuckeliana                               | J.W. Groves                 | 1965           |
| Godronia fuliginosa (Wilgenzwermkommetje)         | (Pers.) Seaver              | 1945           |
| Godronia fusispora                                | (Ellis & Everh.) Seaver     | 1945           |
| Godronia graminum                                 | (Preuss) Sacc.              | 1889           |
| Godronia grossulariae                             | J.W. Groves                 | 1965           |
| Godronia jamaicensis                              | Seaver                      | 1945           |
| Godronia juniperi                                 | Rostr.                      | 1891           |
| Godronia kalmiae                                  | (Rehm) Seaver               | 1945           |
| Godronia ladina                                   | Schläpf.-Bernh.             | 1969           |
| Godronia lantanae                                 | (E.K. Cash) Seaver          | 1945           |
| Godronia ledi                                     | (Alb. & Schwein.) P. Karst. | 1885           |
| Godronia lobata                                   | (E.K. Cash) Seaver          | 1945           |
| Godronia lonicerae                                | Seaver                      | 1945           |
| Godronia luteola                                  | (Saut.) Sacc.               | 1889           |
| Godronia menziesiae                               | J.W. Groves                 | 1965           |
| Godronia muehlenbeckii                            | Moug. & Lév.                | 1846           |
| Godronia multispora                               | J.W. Groves                 | 1965           |
| Godronia myrtilli                                 | (Feltgen) J.K. Stone        | 2016           |
| Godronia parasitica                               | Seaver                      | 1932           |
| Godronia pineti                                   | Jørst.                      | 1925           |
| Godronia radulicola                               | (Fuckel) Rehm               | 1912           |
| Godronia raduloides                               | (Sacc. & Scalia) J.K. Stone | 2016           |
| Godronia rhabdospora                              | (Berk. & M.A. Curtis) Sacc. | 1889           |
| Godronia rhamniella                               | P. Karst.                   | 1885           |
| Godronia rhododendri                              | Raitv. & M.P. Sharma        | 1984           |
| Godronia rhois                                    | J.W. Groves                 | 1965           |
| Godronia ribis (Ribeszwermkommetje)               | (Fr.) Seaver                | 1945           |
| Godronia rosae                                    | Schläpf.-Bernh.             | 1969           |
| Godronia spiraeae                                 | (Rehm) Seaver               | 1945           |
| Godronia splendida                                | Speg.                       | 1889           |
| Godronia symphoricarpi                            | J.W. Groves                 | 1965           |
| Godronia thapsi                                   | (Saut.) Sacc.               | 1889           |
| Godronia tumoricola                               | (E.K. Cash) Seaver          | 1945           |
| Godronia turbinata                                | (Schwein.) Farl.            | 1922           |
| Godronia uberiformis (Zwarte bessenzwermkommetje) | J.W. Groves                 | 1965           |
| Godronia urceolus                                 | (Alb. & Schwein.) P. Karst. | 1885           |
| Godronia urniformis                               | Huhtinen                    | 1985           |
| Godronia viburni                                  | Rehm                        | 1889           |
| Godronia zelleri                                  | Seaver                      | 1945           |